# Amphisbaena talisiae
Amphisbaena talisiae este o specie de reptile din genul Amphisbaena, familia Amphisbaenidae, ordinul Squamata, descrisă de Vanzolini 1995. Conform Catalogue of Life specia Amphisbaena talisiae nu are subspecii cunoscute.